# 新魯達

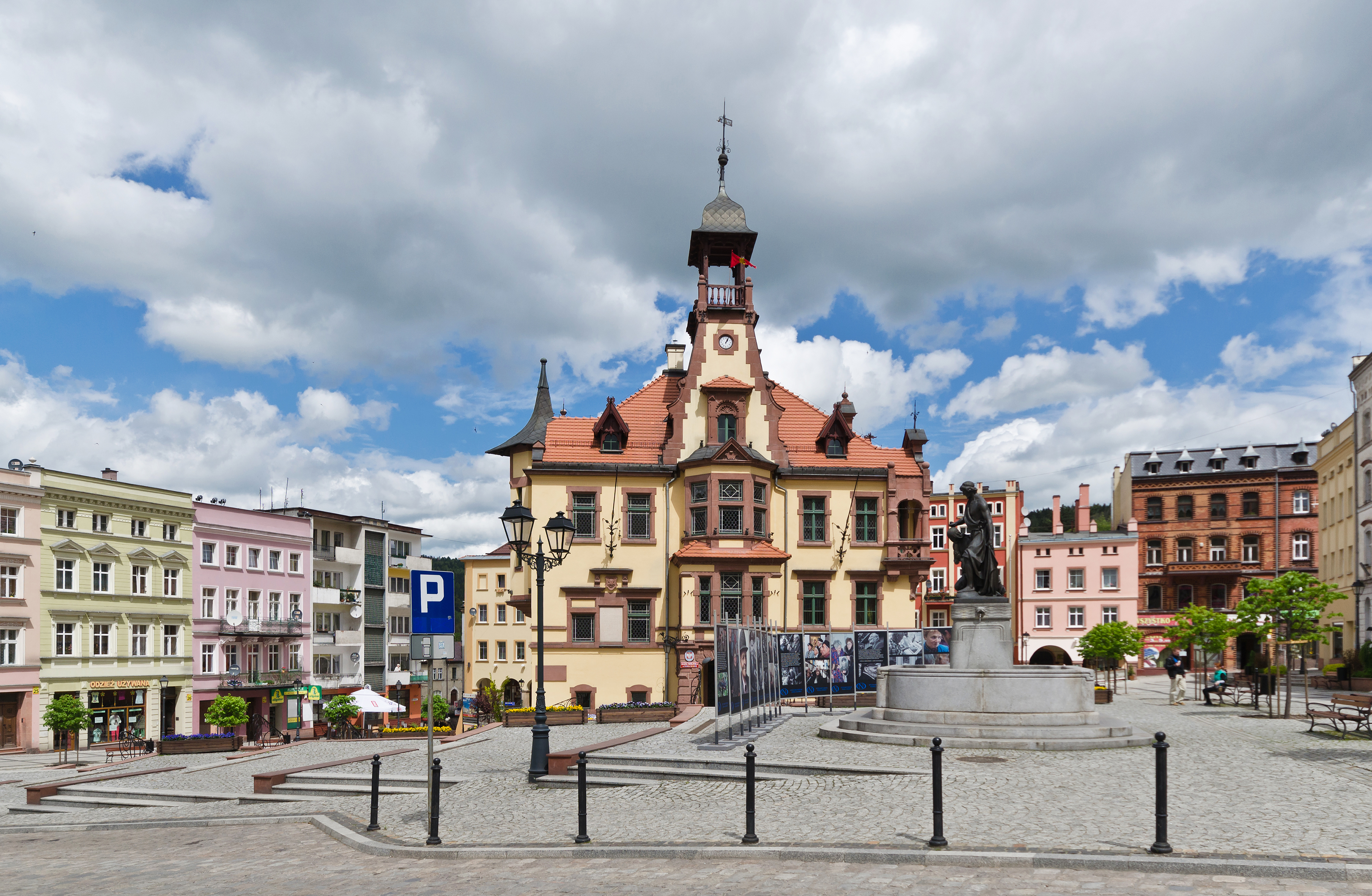

新魯達是波蘭的城鎮，位於該國西南部，由下西里西亞省負責管轄，面積37.04平方公里，海拔高度360米，鎮上的煤礦場在2000年關閉，2007年人口25,240。

## 外部連結
- （波兰語） Online radio and hottest news website （页面存档备份，存于）
- （波兰語） Private Internet Wortal of Nowa Ruda （页面存档备份，存于）
- （波兰語） Nowa Ruda online - citizens' site （页面存档备份，存于）

50°35′N 16°30′E / 50.583°N 16.500°E